# نیک ویلتون
نیک ویلتون (انگلیسی: Nick Wilton؛ زادهٔ ۸ مارس ۱۹۵۷) بازیگر اهل بریتانیا است. وی دانش‌آموختۀ دانشگاه کنت بوده و از سال ۱۹۷۱ میلادی تاکنون مشغول فعالیت بوده‌است.
از فیلم‌ها یا مجموعه‌های تلویزیونی که وی در آن‌ها نقش داشته‌است، می‌توان به تپش قلب، حادثه، پزشک‌ها و ایست‌اندرز اشاره نمود.